# Inibitori delle fosfodiesterasi
Gli inibitori delle fosfodiesterasi sono una classe di farmaci con un ampio spettro d'uso a seconda appunto di quale tipo di fosfodiesterasi viene inibita.

## Caratteristiche
| FARMACO                           | ENZIMA                    | SUBSTRATO | INDICAZIONI TERAPEUTICHE                     |
| --------------------------------- | ------------------------- | --------- | -------------------------------------------- |
| Milrinone, Enoximone              | Fosfodiesterasi di tipo 3 | cAMP      | Scompenso cardiaco                           |
| Sildenafil, Tadalafil, Vardenafil | Fosfodiesterasi di tipo 5 | cGMP      | Disfunzioni erettili, ipertensione polmonare |
| Roflumilast                       | Fosfodiesterasi di tipo 4 | cAMP      | BPCO                                         |

## Inibitori di fosfodiesterasi di tipo 3
Inibendo la fosfodiesterasi cardiaca, producono un aumento della concentrazione di calcio intracellulare per l'aumento della conduttanza VOCC e per l'inibizione dello scambiatore Na+/Ca2+. L'inibizione non è esclusivamente cardiaca ma anche vascolare, dove si induce vasodilatazione sia a livello arterioso che venoso;  sono quindi farmaci inodilatatori (hanno sia effetto inotropo positivo che vasodilatatori).
La vasodilatazione riduce le resistenze periferiche sistemiche e polmonari, riducendo di conseguenza la pressione arteriosa. 
Non sono farmaci da somministrare a pazienti scompensati con bassa pressione, da momento che si rischierebbe una bassa perfusione cerebrale e renale.
Aumentano tuttavia la forza di contrazione ma accelerano anche la fase di rilassamento (diastole), incrementando il tempo di perfusione cardiaca. 

### Esempi
Ne fanno parte:
- Derivati bipirimidinici: inamrinone, milrinone;
- Derivati imidazolici: enoximone, piroximone;
- Derivati benzimidazolici: sulmazolo, pimobendan.

## Sildenafil
Il sildenafil, anche conosciuto come viagra, è attivo sulla fosfodiesterasi 5, presente in particolare a livello polmonare. È utilizzato per disfunzioni erettili, nello scompenso cardiaco legato ad ipertensione polmonare, migliorando l'ossigenazione del cuore.